# Nucleoplasma

Esquema del nucli cel·lular. S'observen els principals components subnuclears 1. Membrana nuclear: 1a. Membrana externa 1b Membrana interior 2. Nuclèol '3. Nucleoplasma '4. Cromatina: 4a. Heterocromatina 4b. Eucromatina 5. Ribosomes. 6. NPC.

El nucleoplasma o carioplasma (del grec: ka`ryon nou, llavor + plasma substància modelada) és el medi intern del nucli cel·lular, on es troben les fibres d'ADN que, associades amb proteïnes anomenades histones, formen filaments anomenats cromatines i ARN, coneguts com a nuclèols.

## Aspecte
Homogeni, viscós i amb poca afinitat pels colorants histològics. La seva fracció menys viscosa i transparent és coneguda com a nucli hialoplasma.
L'atapeït empaquetament dels nuclis de les cèl·lules de mamífer, dificulta la visualització del nucleoplasma.
En insectes els cromosomes gegants, es troben separats per vastes regions de nucleoplasma, i aquest fet permet estudiar la mobilitat de partícules mRNP sense interferència de la cromatina. 
Moltes substàncies es dissolen en el nucleoplasma per exemple: nucleòtids (necessaris per a la replicació de l'ADN) i enzims (que dirigeixen les activitats que tenen lloc en el nucli).

## Estructura
El nucleoplasma és un dels tipus de protoplasma de la cèl·lula, està embolicat i separat del citoplasma, per la membrana nuclear o embolcall nuclear (EN).
És un líquid viscós, que consisteix en una emulsió col·loidal molt fina que envolta i separa la cromatina i al nuclèol. Ocupa tots els espais del compartiment intercromatínic, que està en continuïtat amb els porus nuclears (NPC).
S'integra amb grànuls d'intercromatina i pericromatina, ribo-nucleoproteína i la matriu nuclear. 

## Composició
El principal component del nucleoplasma és aigua (80%), que és la fase líquida o solvent. En ella estan dispersos els osmoprotectors de la Dissolució aquosa.
Conté proteïnes, sobretot enzims relacionats amb el metabolisme dels àcids nucleics. També hi ha proteïnes àcides que no estan unides a ADN ni a ARN i que es denominen proteïnes residuals.
A més hi ha cofactors, molècules precursores i productes intermedis de la glucòlisi. Així com altres molècules petites hidrosolubles implicades en la senyalització cel·lular.
Nombroses hormones arriben fins a l'interior del nucli. Aquestes hormones esteroides com el cortisol, l'aldosterona, l'estrogen, la progesterona i la testosterona, es desplacen a través del nucleoplasma unides a receptors nuclears específics. Una cosa semblant passa amb l'hormona tiroidal.
Els lípids suspesos a l'interior del nucli, estan associats a la cromatina i a la matriu nuclear. Els fosfolípids són el principal pool lipídic endonuclear. Els àcids grassos i els acil-CoenzimaA, intervenen, directament o indirectament, en la regulació de l'expressió genètica. 
La majoria de les proteïnes, les subunitats del ribosoma i alguns ARNs són traslladats mitjançant el nucleoplasma per factors de transport. Entre aquests es troben les importinas, que intervenen en el transport en direcció al nucli, i les que realitzen el transport en sentit contrari, que es coneixen com a exportinas.
Es troben també sals dissoltes de molts ions com calci, potassi, magnesi, sodi, ferro, fosfats.

## Funció
El nucleoplasma és el medi aquós que permet les reaccions químiques pròpies del metabolisme del nucli. Aquestes reaccions són a aquest nivell subcel·lular, per moviments a l'atzar de les molècules.
La viscositat del nucleoplasma com a solució en moviment, és menor que la del citoplasma, per facilitar l'activitat enzimàtica i el transport de precursors i productes finals.
Permet el moviment brownià amb xocs a l'atzar de les molècules suspeses en el seu si. Aquest moviment de difusió simple, no és uniforme per a totes les partícules, algunes retarden molt el seu desplaçament.
L'amuntegament o crowding macromolecular retarda el moviment de difusió calculat, facilitant les unions entre molècules per reducció del volum total del compartiment. 
La matriu nuclear com a xarxa extensa i intricada de fibres no cromatínicas, també retarda en molts casos la velocitat de partícules macromoleculars.
Per ocupar tot el compartiment intercromatínic, el nucleoplasma facilita el contacte dels bucles peri-cromatínicos de 10 nm, amb la maquinària de transcripció de gens.
Fa possible també el següent pas, el transport d'ARN missatger, ARN de transferència, i ARN ribosomal que poden ser carregats cap al citoplasma per a la traducció.
Les hormones esteroides exerceixen una gran varietat d'efectes intervinguts per una genòmica lenta, així com per ràpids mecanismes no genòmics. Per a les accions genòmiques, ells s'uneixen al receptor nuclear al nucli cel·lular. Per a les accions no genòmiques, els receptors d'esteroides en la membrana activen cascades de senyals intracel·lulars.